# Scleria melicoides
Scleria melicoides là loài thực vật có hoa trong họ Cói. Loài này được Schltdl. miêu tả khoa học đầu tiên năm 1853.